# 大澤やすのり
大沢 やすのり（おおさわ やすのり、1972年8月21日 - ）は、愛媛朝日テレビ (eat) のアナウンサー。愛媛県今治市出身。本名及び旧名義は大澤 寧工。

## 人物
愛媛県立今治西高等学校、学習院大学を卒業後、1995年に愛媛朝日テレビに入社。松岡誠司、高部さつきとともに同局アナウンサーの1期生となる。

## 担当番組
- 高校野球愛媛大会中継 - 実況担当。入社1年目から担当している[3]。
- おまたせ！土曜日
- ガブリっ！とテレビ
- eatニュースBOX[4]
- い〜テレ[4]
- 週刊い〜虎！[4]
- なぜ？なに？えひめ[4]
- eatニュースBOX WIDE[5]
- 遊ステ!! HYPER[6]
- スーパーJチャンネルえひめ[7]
- ふるさと応援TV えひめのミカタ[7]
- eat ふるさとCM大賞えひめ[7]
- eatニュース